# Shinobius cona
Espèce
Shinobius cona est une espèce d'araignées aranéomorphes de la famille des Trechaleidae.

## Distribution
Cette espèce est endémique du Tibet en Chine,. Elle se rencontre dans le xian de Cuona.

## Description
Le mâle holotype mesure 5,75 mm et la femelle paratype 5,78 mm.

## Systématique et taxinomie
Cette espèce a été décrite par Wang, Mu, Zhang, Marusik et Zhang en 2024.

## Étymologie
Son nom d'espèce lui a été donné en référence au lieu de sa découverte, le xian de Cuona.

## Publication originale
(juin 2024).
- Wang, Mu, Zhang, Marusik & Zhang, 2024 : « First record of the spider family Trechaleidae Simon, 1890 (Araneae) from China. » ZooKeys, vol. 1203, p. 189-195 (texte intégral).